# Dalton Transactions
Dalton Transactions, скорочено Dalton Trans. — щотижневий журнал Королівського хімічного товариства. 
Опубліковані статті охоплюють галузі металоорганічної хімії, каталізу, біонеорганічної хімії, хімії твердого тіла та координаційної хімії. Журнал названо на честь англійського хіміка Джона Дальтона , найбільш відомого роботами з сучасної атомної теорії. 
Імпакт-фактор журналу 4,174 (2019). Відповідно до індексу наукового цитування журнал посідає п’яте місце серед 45 журналів у категорії «Неорганічна та ядерна хімія».
Відповідальним редактором є Джеймі Хамфрі з Королівського хімічного товариства, Кембридж .
Анотації всіх статей доступні в Інтернеті безкоштовно, а повнотекстові PDF-файли платні. Вміст Dalton Transactions також включено до орієнтованої на медицину бази даних MEDLINE .

## Історія видання
Перший номер журналу з назвою Dalton Transactions вийшов у 2003 році. Журналом-попередником був Journal of the Chemical Society, який у 1965 році було розділено на чотири окремі назви. Назва журналу, який згодом став Dalton Transactions, за цей час кілька разів змінювався:
- Journal of the Chemical Society A: Inorganic, Physical, Theoretical (1966–1971)
- Journal of the Chemical Society, Dalton Transactions (1972–2002)
- Dalton Transactions (seit 2003)

У січні 2000 року журналом була поглинена Acta Chemica Scandinavica.
З 1972 рокуJournal of the Chemical Society, Dalton Transactions мав 12 випусків на рік. Зі збільшенням кількості матеріалів у 1992 році журнал перейшов на 24 випуски на рік, а згодом на 48 випусків на рік у 2006 році. У 2010 році журнал запровадив послідовну схему нумерації томів, один том на рік. Першому випуску 2010 року було присвоєно том 39 (2010 рік був 39-м роком з моменту створення Journal of the Chemical Society, Dalton Transactions).

## Веб-посилання
- Покажчик статей Dalton Transactions